# Mr. Wonderful
Mr. Wonderful és una empresa espanyola creada l'any 2012, amb més de 150 persones treballant per crear productes els quals descriuen com productes amb missatges que contagien felicitat i alegria.

## Origen i principis
Ángela Cabal i Javier Aracil són els fundadors de la marca, mentre estaven planificant el seu casament es van adonar que les empreses feien poques coses, així que ella va decidir dissenyar les seves invitacions, però també va fer cartells i xapes.
La marca va començar amb la creació d'una pàgina web. Llicenciats en disseny gràfic, ella treballant en una empresa de disseny i ell en el sector publicitari, van començar creant pocs productes els quals es van fer reconeguts ràpidament. A poc a poc van anar creixent i augmentant les col·leccions i els productes que creaven. En aquest projecte es van sumar ràpidament petits comerços de regals i papereries que es van oferir per vendre els productes Mr. Wonderful als seus oficis.

## Productes
Actualment la marca és famosa pels seus productes de [[papereria i [[decoració. Les tasses amb missatge van ser els primers productes que es van popularitzar. El dia d'avui milers de productes estan presents en classes, aniversari, oficines, viatges, etc.

## Campanyes
Mr. Wonderful col·labora cada any en diferents campanyes per varies causes i projectes benèfics que impliquen a ONG petites i associacions i fundacions reconegudes.

## Botigues
En el 2020 Mr. Wonderful compta amb milers de botigues a Espanya, França, Itàlia, Portugal, Alemanya, Grècia, Regne Unit i una gran part del continent Amèrica]]. El 2019 es va obrir la primera botiga física a Madrid (centre comercial Parquesur).
Segons la pàgina web oficial de Mr. Wonderful avui en dia, al món hi ha les següents botigues:
Espanya: 1.669
Europa: 3.132
Món: 3.840